# Церква Успіння Пресвятої Богородиці (Львів)
Успе́нська (Воло́ська) церква у Львові, також Ставропігійна Церква Успіння Пресвятої Богородиці — чинна мурована церква у Львові, збудована у 1591–1629 роках за планом Павла Римлянина, за участю Войцеха Капіноса та Амвросія Прихильного, на замовлення Львівського братства. Парафія належить до Львівської єпархії Православної церкви України. Пам’ятка архітектури національного значення в комплексі (охоронний номер 332).

## Історія

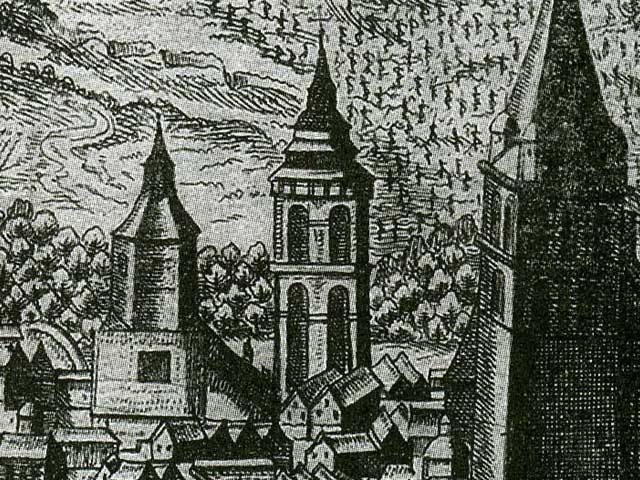
Пасаротті, 1618

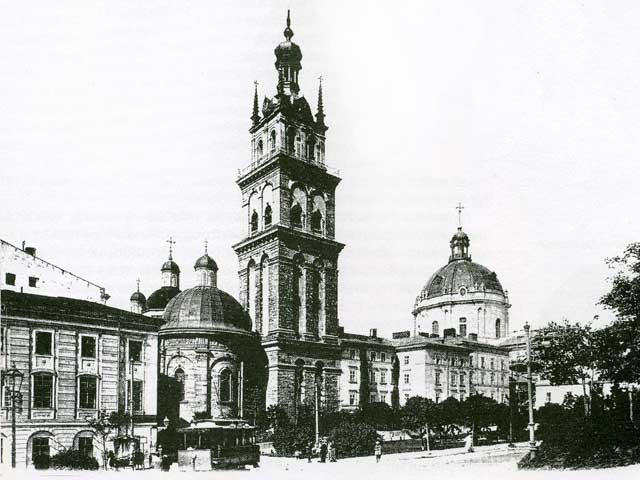
Фото к. ХІХ — п. ХХ ст.

Побудована Успенським братством церква мала трьох своїх попередниць. Перша Успенська церква існувала, ймовірно, ще за княжих часів, її спалили під час нападу на Львів польських феодалів у 1340 р. Друга, мурована церква, яку вперше згадують у 1421 році, проіснувала до пожежі 1527 року. Зруйнований пожежею храм відбудовує у 1547—1559 роках архітектор Петро Італієць — уродженець міста Лугано. Кошти на його спорудження дав, крім місцевого населення, молдавський господар Олександр Лопушанин (Лопушняну) та його дружина Роксана: в пам'ять про це церкву називали Волоською. Вона також недовго простояла, згоріла під час пожежі 1571 року. Схематичне зображення цього храму збереглося на печатці Ставропігійського братства.
3 січня 1584 року львівський латинський архієпископ Ян Димітр Соліковський зі своїми прихильниками напав на храм, вигнав із нього парафіян, зневажив священника церкви, запечатавши храм; так хотів примусити братство святкувати новий григоріянський календар.
Будівництво четвертої Успенської церкви, яка збереглась донині, братство розпочало в 1591 р. одразу після освячення каплиці Трьох Святителів. Автором проєкту і керівником будівельних робіт був Павло Римлянин (пом. 1618); з 1597 року йому допомагав Войтіх Капінос, через рік приєднався Амброзій Прихильний. Образи малював Микола Петрахнович, в розписах узяв участь Іоан Малиновський.
Значною мірою будівництво фінансували молдовські господарі. 17 квітня 1598 року король Польщі Сигізмунд III Ваза надав молдовському господарю Єремії Могилі привілей, який усував перешкоди на шляху такого фінансування. Від 1599 до 1606 року Єремія надіслав на будівництво понад 6000 злотих. Після смерті Єремії, його брат Симеон продовжив фінансувати будівництво. Після цього допомагала дружина покійного Єремії Єлизавета Могила та її син Костянтин. На завершальному етапі будівництво фінансував нащадок Могил по жіночій лінії Мирон Бернавський.

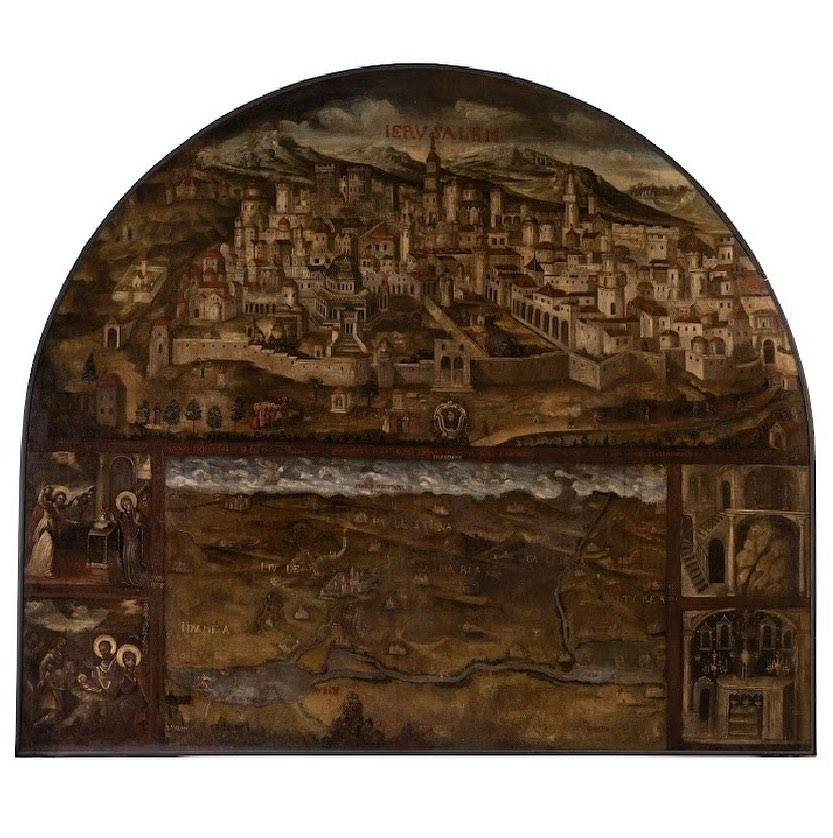
Іоан Малиновський, Єрусалім, декоративна деталь фасаду храму, нині у колекції Олеського замку

Спочатку церкву мурували з цегли, але після зведення частини мурів братство ухвалило рішення замінити цеглу на тесаний камінь. Будівництво храму закінчили 1629 року, його освячення 26 січня 1631 р. провів львівський владика Єремія Тисаровський при участі київського архимандрита Петра Могили та багатьох гостей.
У другій половині XVIII століття українська шляхтичка Феодосія з роду Стрільбицьких — дружина пароха с. Миклашева о. Олексія Стрільбицького — пожертвувала для Успенської церкви 6 000 золотих. На пам'ять про це її портрет був встановлений в Успенській церкві, а сьогодні перебуває в зібранні Бориса Возницького — Львівській національній галереї мистецтв в експозиції Олеського замку.
Тадеуш Маньковський стверджував, що головний вівтар у церкві було виготовлено за проєктом Фесінґера Кантія — автора проєкту головного вівтаря Собору святого Юра.
Юліян Величковський першим виголосив проповідь українською мовою в Успенській церкві Львова у 1830-х роках.

## Стиль

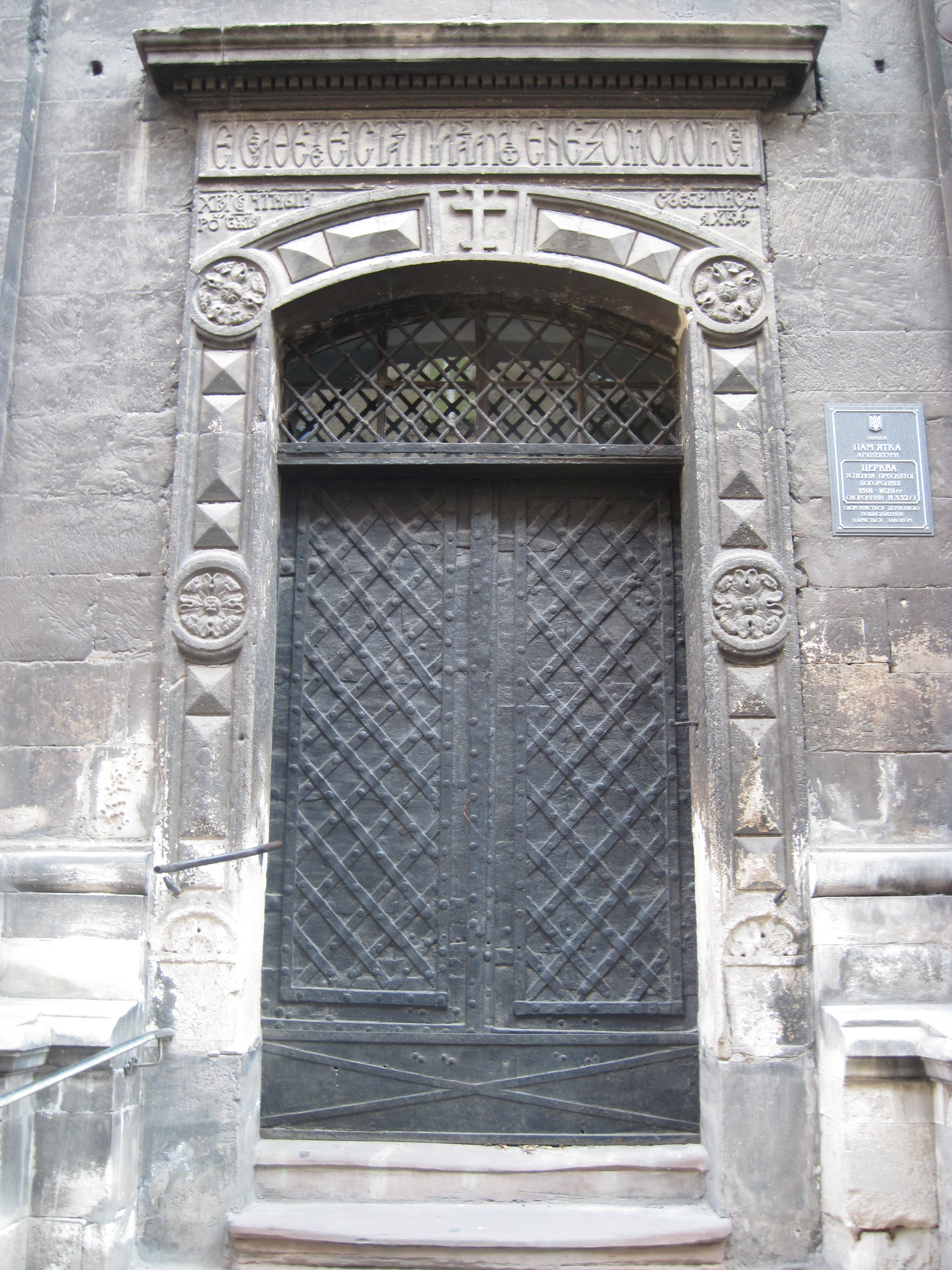
Вхід до Волоської церкви Львова з вул. Руської

Структура церкви витримана у стилі італійського ренесансу, але на основі традицій українського будівництва: на осі захід-схід — тридільна і триверха, як основний тип українських дерев'яних церков.

Феодосія Стрільбицька, благодійниця Успенської церкви

Стіни розчленовані пілястрами, з арками вікон і плоскорізьбами на метопах, різьбленими одвірками північних і південних дверей, а на парусах угорі вирізьблені герби жертводавців (Симеона та Єремії Могил); різьбарські роботи виконали львівські різьбарі Костянтин і Яків Кульчицькі.
У церкві збереглися пам'ятки мистецтва XVII—XVIII століть. Найцінніші з них — ікони страсного циклу, які залишилися від первісного Успенського іконостаса 1630—1638, виконаного львівськими митцями Федором Сеньковичем, 1630 (згорів) та Миколою Петрахновичем-Мораховським, 1638 (тепер у церкві с. Великі Грибовичі біля Львова), який у 19 ст. замінено іконостасом Мартина Яблонського.
З 20-ти ікон, змонтованих у диптих, три належать пензлеві Ф. Сеньковича («В'їзд в Єрусалим», «Сходження до пекла» і «Воскресіння Лазаря»), чотирнадцять — М. Петрахновича-Мораховського, решта походять з другої половини XVIII століття. Сам іконостас перебуває в церкві с. Великі Грибовичі біля Львова, куди його продали у 1767 році.
У 1779 році церква була пошкоджена пожежею. Відбудували у 1796 році, при цьому змін зазнали дах та центральна баня. 1926—1927 — церкву оздоблено високомистецькими вітражами Петра Холодного-старшого.
У 1965—1973 роках проведені ремонтно-реставраційні роботи.

## Архітектура

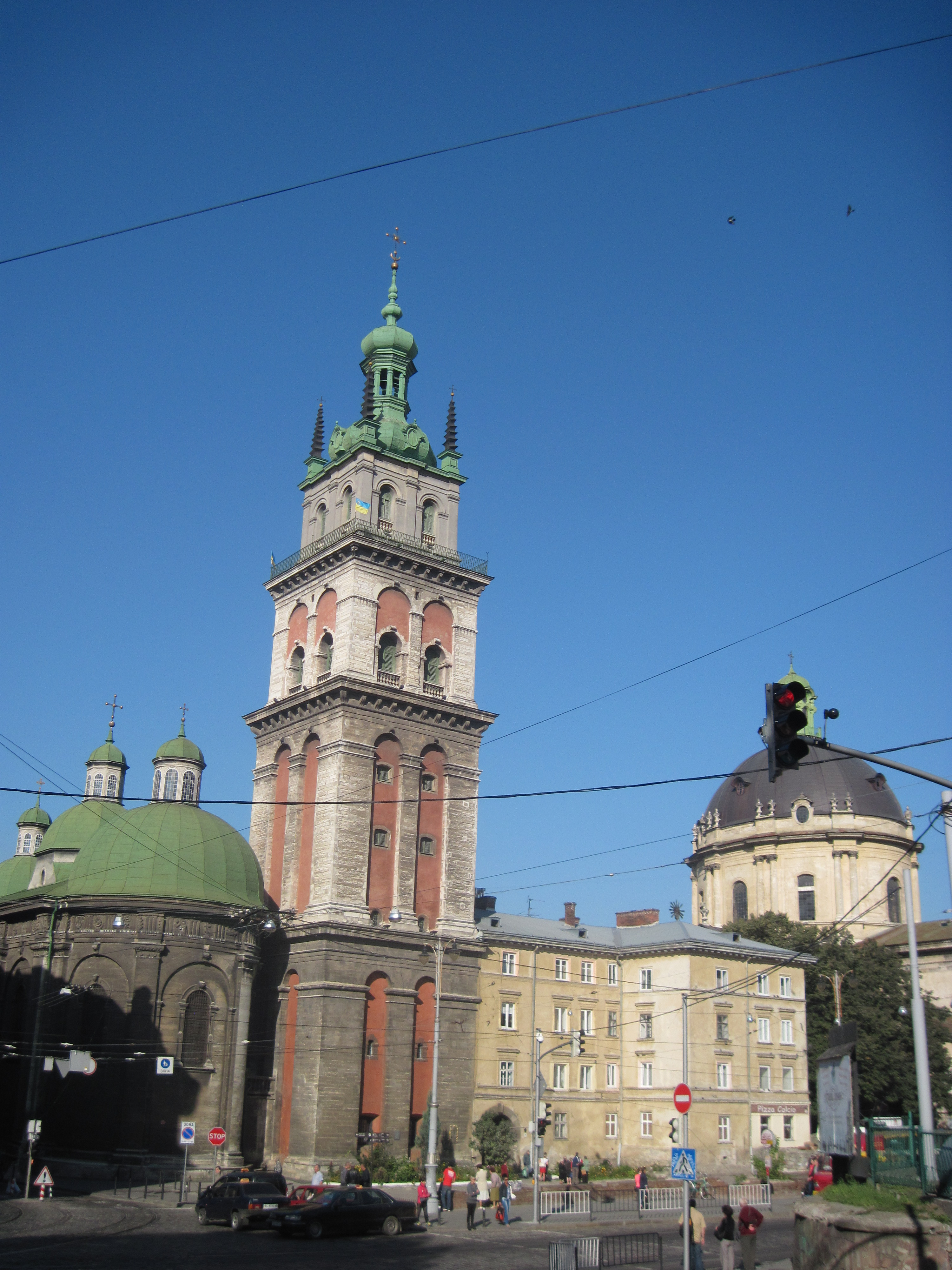
Вежа Корнякта, Волоська церква, домінікани (Львів)

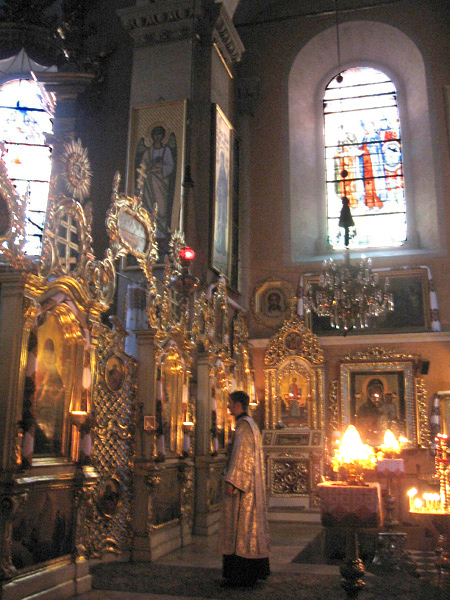

Успенська церква у плані — тринавна базиліка, видовжена вздовж вул. Руської, з півкруглою апсидою, що виступає в бік вул. Підвальної. Храм увінчують три бані з ліхтарями; центральна баня спочиває на підпружних арках, підтримуваних чотирма тосканськими колонами. У такій планувально-об'ємній структурі прослідковується злиття західної ренесансної та української будівельних традицій. Перша проявилася у базилікальному плані й архітектурному декорі, друга — в традиційних купольних завершеннях. Зовні стіни відповідно до внутрішнього планування розчленовані тосканськими пілястрами на симетричні площини, у яких прорізані віконні отвори (з 4-ма вікнами вдолі і 8-ма в т. зв. ліхтарні, прикрашена розетами; під нею герби молдавського воєводи Мирона Бернавського-Могили, царя Фьодора Івановіча (ктиторів храму), короля Сигізмунда ІІІ Вази) з архівольтами. Фасад завершено розвиненим антаблементом, компонентом якого є дорійський фриз з метопами, тригліфами та розетами. У полях метопів розміщено рельєфні, різьблені в камені композиції на біблійні та євангельські теми.
В інтер'єрі храму, що складається з трьох просторових об'ємів — бабинця, головної нави та вівтарної частини, — основну естетичну роль відіграє матеріал — білий тесаний камінь при лаконічній архітектурній пластиці колон, арок, пілястр. Центральний купол, основою якого служить доричний фриз, оздоблений кесонами з розетками. В його парусах вміщено різьблені в камені герби жертводавців, які давали кошти на будівництво храму. Основою двох інших куполів — у бабинці та вівтарній частині, служить дорійський фриз з метопами та тригліфами. Стіни, як і зовні, розчленовані пілястрами, а архітектурне рішення інтер'єру збагачують два марші сходів, що ведуть на бокові галереї при північній та південній стінах. Світло в церкву потрапляє через високі вікна, оздоблені вітражами львівського художника першої третини XX ст. Петра Холодного. На стінах залишилися зразки станкового живопису XVII століття.
На фасаді церкви можна побачити зображення Юрія Змієборця, що вбиває дракона.

### Каплиця Трьох Святителів
Пізніше була побудована каплиця Трьох Святителів (1590 р., посвячена 1591 року) (названа ім'ям церковці, збуреної під час спустошення Львова 1340 року). Обновлена 1671 р. коштом грека Олексія (Олександра) Балабана. Вона простої конструкції: прямокутник з трьома банями, завершеними ліхтарями. Портал, прикрашений рельєфним орнаментом з виноградної лози, належить до архітектурних шедеврів Львова. Будову каплиці приписують Петрові Красовському.

## Священики

### Греко-католицький період

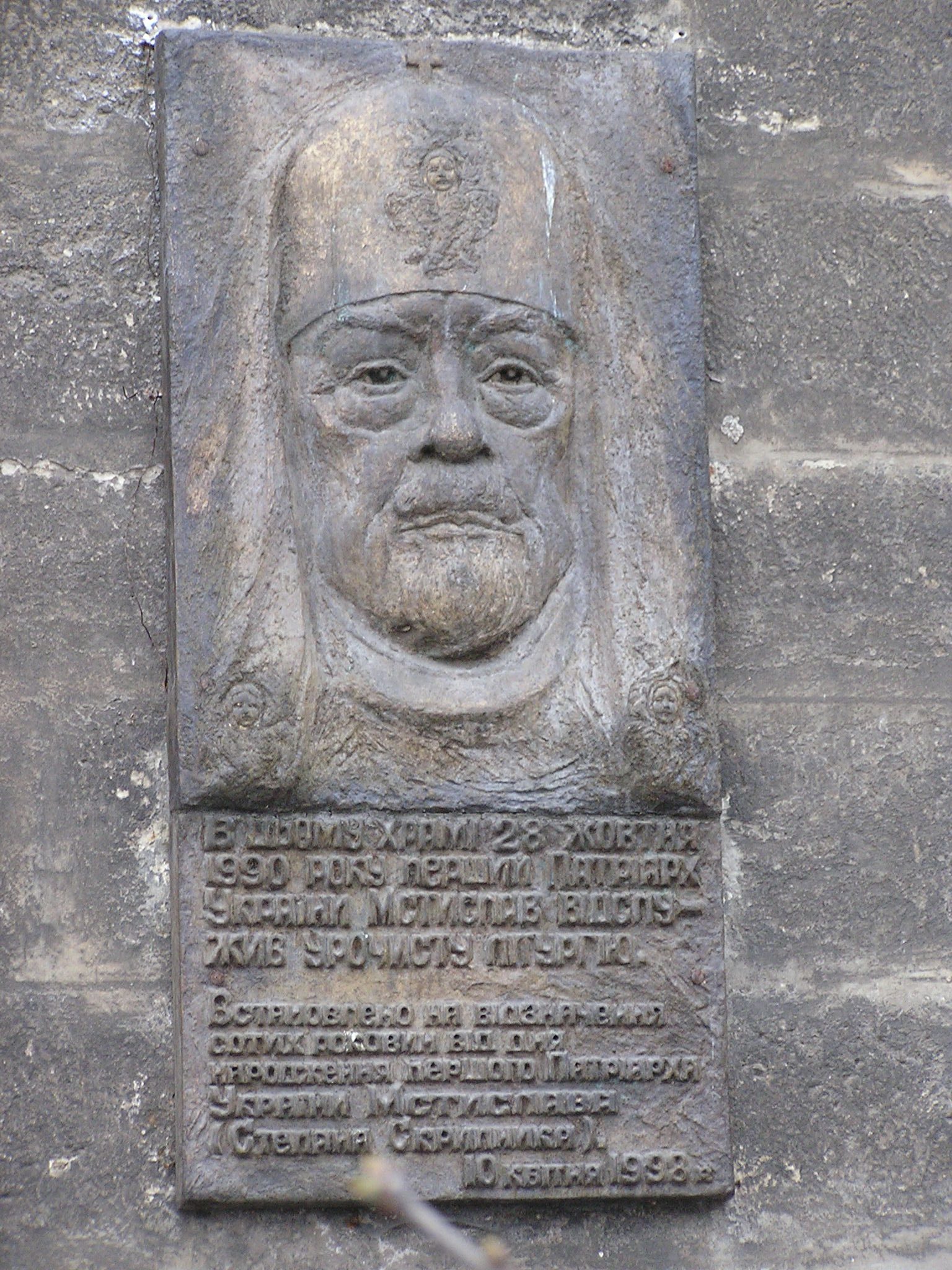
Меморіальна дошка Патріарху Київському і всієї України Мстиславу на фасаді Успенської церкви у Львові

#### Парохи
о. Іван Липницький (бл. 1832—1857), о. Петро Стефанович (1857—1858, адміністратор), о. Теофіл Павликів (1858—1905), о. Іван Давидович (1905—1906, адміністратор), о. Василь Давидяк (1906—1922), о. Дам'ян-Костянтин Лопатинський (1922—бл.1944, адміністратор) Горбачевський Іван,

#### Сотрудники
о. Григорій Михаловський (бл.1832—бл.1844), о. Стефан Коблянський (1833—бл. 1836), о. Петро Мацкевич (1837—1841), о. Петро Лозинський (1841—1851), о. Яків Вітошинський (1844—1849), о. Юліян Сембратович (1850—1855),… о. Порфирій Бажанський (1865—1871), о. Василь Лопатинський (1867—1873), о. Володимир Ґурґула (1905—1906, 1907—1918), … о. Омелян Горчинський (бл. 1924—бл. 1938), о. Петро Дзедик (1927—бл. 1936)

## Усипальниця
У крипті церкви були поховані гетьман, господар Молдавії Іван Підкова, добродії церкви, заслужені братчики; зокрема, фундатор Корнякт Костянтин, три молдавські княгині з роду Тернавських-Могилів львівська міщанка Варвара Лянгішівна (?—1635), міщанин грецького походження, діяч Ставропігійського братства Папара. Могили замуровували камінням з написами (не збереглися).

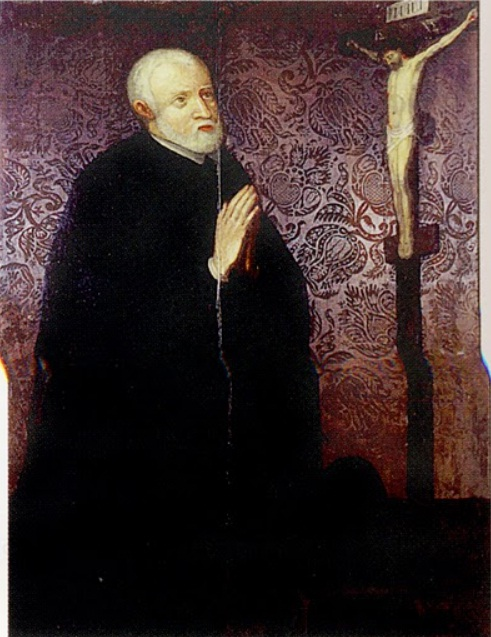
Костянтин Корнякт

## Церковне братство
Братство при Успенській церкві постало у XV столітті, від 1530-х років розвивало більшу діяльність. В 1586 році отримало від антіохійського патріарха Йоакима V підтвердження нового статуту, титул (статус) Ставропігії.
До братства могли належати представники будь-якого соціального стану, міщани та міщанки, визначні люди з-поза Львова, зокрема, козацькі гетьмани Ружинський, Іван Виговський, Павло «Тетеря» Мошковський та інші. Вступний внесок (по-старому — вписове) становив 6 грошів, річний — також 6 грошів. Крім цього, робились добровільні пожертви для діялності братства, в заповітах робились більші записи (леґати). Членів братства у 1586 році було 14, потім — 50. Крім українців належали греки, зокрема, Костянтин Корнякт, представники родин Папарів, Лянгішів.
Нині при церкві діє осередок Братства св. ап. Андрія Первозваного, який патронує недільну школу парафії, а також дбає про Успенський храм, організовуючи парафіяльне духовне і культурне життя, старається вносити свою лепту в оновлення церкви.

## Успенська церква сьогодні
29 листопада 1989 року рішенням громади Успенська церква переходить у юрисдикцію УАПЦ. При парафії діє з 2008 року недільна школа «Християнська надія», де навчання ведеться у трьох групах, а з 2012 року — дитячий хор. Парафіяльний хор «Оранта» є візитівкою УАПЦ у Львові — колектив з 2006 року. бере активну участь у духовних заходах м. Львова, з місійною діяльністю відвідав м. Харків (2006), м. Гадяч (2007), м. Сянок (Польща, 2008), Уйковицький монастир свв Кирила і Мефодія (Польща 2007, 2008 роки), м. Фрайбург (Німеччина, 2008). При храмі діє осередок Братства св. ап. Андрія Первозваного, який патронує недільну школу парафії, а також дбає про Успенський храм, організовуючи парафіяльне духовне і культурне життя, старається вносити свою лепту в оновлення церкви.